# بول لازارسفيلد
بول فيليكس لازارسفيلد (بالألمانية: Paul Lazarsfeld)‏ (13 فبراير عام 1901- 30 أغسطس عام 1976)، عالم اجتماع نمساوي وأمريكي الجنسية. أسس مكتب البحوث الاجتماعية التطبيقية في جامعة كولومبيا، ولعب دورًا في التأثير على تقنيات وتنظيم البحوث الاجتماعية. أشار إليه أحد زملائه على أنه «لم يكن عالم اجتماع أمريكي، بل هو من عرّف علم الاجتماع الأمريكي». عبّر لازارسفيلد عن هدفه قائلًا بأنه «إنتاج نسخ عديدة من بول لازارسفيلد». يمكن تحليل الإنجازين الرئيسيين له من خلال منظورين من التحليلات؛ معاهد البحوث والمنهجية ومحتوى أبحاثه. اعتُبر أحد الشخصيات المؤسسة لعلم الاجتماع التجريبي في القرن العشرين.

## النمسا
وُلد لازارسفيلد لأبوين يهوديين في مدينة فيينا؛ إذ كانت والدته صوفي لازارسفيلد معالجة نفسية أدلرية وكان والده روبرت محاميًا. التحق بعدّة مدارس في فيينا وحصل على شهادة دكتوراه في الرياضيات في نهاية المطاف (تناولت أطروحة الدكتوراه الخاصة به الجوانب الرياضية لنظرية آينشتاين في الجاذبية). تنقّل لازارسفيلد بين الأوساط ذاتها خلال عشرينيات القرن العشرين مثل دائرة فيينا للفلاسفة بما في ذلك أتو نويرات ورودولف كارناب، إذ عمل بوصفه «ناشطًا اشتراكيًا». تعرّف على علم الاجتماع من خلال خبرته في الرياضيات والأساليب الكمية، إذ شارك في العديد من الدراسات الكمية المبكرة بما في ذلك الدراسة التي اعتُبرت بمثابة أول دراسة علمية لمستمعي الراديو بين عامي 1930 و1931. تزوّج لازارسفيلد من عالمة الاجتماع ماري جاهودا في عام 1926. كتب بالتعاون مع هانز زيزل دراسةً كلاسيكيةً (بمعايير اليوم) حول التأثير الاجتماعي للبطالة على المجتمعات الصغيرة، إذ نُشرت تحت عنوان «العاطلين عن العمل في مارينثال» (عام 1932؛ أما النسخة الإنجليزية ففي عام 1971). طلّق لازارسفيلد زوجته ماري في عام 1934 وتزوّج من زميلته هيرتا هيرزوغ التي طلّقته في عام 1945.

## مجيئه إلى أمريكا
جذبت دراسته عن مارينثال انتباه مؤسسة روكفلر، ما ساعده في الحصول على منحة سفر لمدة سنتين إلى الولايات المتّحدة الأمريكية. عمل لازارسفيلد مع الإدارة الفدرالية للإغاثة في حالات الطوارئ بين عامي 1933 و1935، إذ تجوّل في الولايات المتّحدة وأجرى العديد من الاتصالات وزار بعض الجامعات التي تمتلك برامج مرتبطةً بأبحاث العلوم الاجتماعية التجريبية. وخلال تلك الفترة، التقى لازارسفيلد بلوثر فراي من جامعة روتشستر (إذ أثمر اللقاء عن إلهام البحث الذي أُجري حول التأثير الشخصي بعد عشرين عامًا)، والتقى أيضًا بروبرت ليند الذي كتب دراسة «ميدلتاون». لعب روبرت ليند دورًا أساسيًا في مساعدة لازارسفيلد في الهجرة إلى الولايات المتحدة، إذ أوصى به إدارات «مركز نيوارك» و«مكتب برينستون لأبحاث الراديو». تواصل لازارسفيلد مع «المؤسسة النفسية» مقترحًا عددًا من المشاريع التي رفضوها بسبب انخفاض قيمتها التجارية ومستوى تعقيدها الكبير، إذ كانت هذه المؤسسة منظمة غير ربحية مكرّسة لربط تقنيات علم النفس التطبيقي والتجارة. ساعد لازارسفيلد أيضًا عالم النفس التطبيقي في جامعة كورنيل جون جينكينز في ترجمة أحد المقدمات التي كتبها لازارسفيلد لطلّابه في فيينا «قلها بالأرقام». في نهاية المطاف، واصل بحثه المتعلّق بالأفكار المطروحة في كتاب «فن طرح السؤال» (1935) واسع الانتشار، إذ وضّح بحثه مفهومه حول «تحليل المنطق».

## نيوارك
قرّر لازارسفيلد البقاء في أمريكا مع نهاية فترة منحته في عام 1935، وذلك بسبب تعذّر سفره إلى فيينا نظرًا للمناخ السياسي هناك. حصل لازارسفيلد على تعيين كمدير أعمال الإغاثة الطلابية التابعة للإدارة الوطنية للشباب، التي يقع مقرّها في جامعة نيوارك (حرم نيوارك في جامعة روتجرز حاليًا). أسس معهدًا في جامعة نيوارك على غرار مركز أبحاث فيينا التابع له بعد عام من ذلك، وبذلك أضفى الطابع المؤسسي على الحقل الهامشي لأبحاث الرأي التي شعر بأنها أهم إسهاماته. نظر لازارسفيلد إلى معهده بصفته صلة الوصل بين النماذج البحثية الأوروبية والأمريكية، إذ كان مستعدًا لتفضيل مستقبل معاهده على مسيرته الشخصية. على سبيل المثال، نشر لازارسفيلد تحت اسم مستعار ليبدو وكأن مركز نيوارك يضمّ عددًا أكبر من الموظفين. نجح مركز نيوارك بجلاء في إثارة الاهتمام بكلّ من الدراسات التجريبية وبلازارسفيلد بوصفه مديرًا للأبحاث. أظهرت الأبحاث التي أُجريت في المركز بين عامي 1935 و1937 (بما في ذلك البحث في كتاب ميرا كوماروفسكي «الرجل العاطل عن العمل وعائلته») دور البحث التجريبي المهم في كلّ من التجارة والأوساط الأكاديمية. أطلق لازارسفيلد على أحد أعماله اسم «البحوث الإدارية»، إذ عمل فريق كبير من الخبراء في أحد مراكز الأبحاث على هذا العمل قبل نشره لمجموعة من أساليب البحث الاجتماعي-العلمي واستطلاعات السوق الجماهيري، إضافةً إلى نشره للتحليل الإحصائي للبيانات وعمل مجموعة التركيز بهدف حل مشاكل محددة لعملاء معيّنين. لم تكن الجامعة المموّل الوحيد بل تعاقد بعض العملاء التجاريين مع المشاريع البحثية. أنتجت هذه الدراسات مثل هذين التقريرين الطويلين؛ تقريرًا حول صناعة الألبان والعوامل المؤثّرة على استهلاك الحليب واستبيانًا لتقييم الأشخاص الذين يتسوّقون أكثر من اللازم (لصالح مجلّة كوزموبوليتان).
عُيّن لازارسفيلد رئيسًا لمكتب برينستون لمشروع أبحاث الراديو أثناء وجوده في نيوارك، لكنّه نُقل لاحقًا إلى كولومبيا. حاول نقل المشروع إلى نيوارك خلال عام 1937، لكنّه قسّم وقته بين المشروع ومعهده في نيوارك بعد رفض طلبه. خشي من فشل المعهد دون إدارته (لربما كان على حق). وسّع لازارسفيلد الأهداف التي وضعها المديران المساعدان للمشروع هايدلي سانترل وفرانك سانتون، وربط لازراسفيلد عددًا من الأبحاث المتنوعة للمشروع ببعضها البعض في عدد خاص من مجلة «علم النفس التطبيقي» الذي حرّره بنفسه في شهر فبراير من عام 1939. شعر لازارسفيلد بأهمية هذا النشر لأنه «لم تكن هناك نظرية مركزية واضحة، ولأننا بدأنا بسماع الشائعات حول تساؤل أشخاص مهمين عمّا إن كنّا على دراية بما نقوم به» (لازارسفيلد، عام 1969). لم يقتنع مسؤولو مؤسسة روكفيلر وكانوا «بحاجة إلى دليل أكثر قوة على الإنجاز» قبل تجديدهم للتمويل، إذ حصل ذلك في ربيع عام 1939. أسفر الأمر عن نشر «الراديو والصفحة المطبوعة»، إذ وحّد هذان المشروعين وحدّدا مجال التواصل.

## روابط خارجية
- بول لازارسفيلد على موقع الموسوعة البريطانية (الإنجليزية)